# Enrico Costa (politico)
Enrico Costa (Cuneo, 29 novembre 1969) è un politico italiano, ministro per gli affari regionali dal 29 gennaio 2016 al 19 luglio 2017 nei governi Renzi e Gentiloni, in quest'ultimo con delega alle politiche della famiglia.

## Biografia
È figlio di Raffaele Costa, politico, esponente e segretario del Partito Liberale Italiano, deputato alla Camera dal 1976 al 2006, più volte ministro nei vari governi italiani e presidente della Provincia di Cuneo dal 13 giugno 2004 al 9 giugno 2009, e dal 2001 è un avvocato, iscritto all'Albo Nazionale degli Avvocati.

### Gli inizi in politica
Alle elezioni comunali in Piemonte del 1990 si candida al consiglio comunale di Villanova Mondovì (Cuneo), nelle liste del Partito Liberale Italiano (PLI), risultando eletto consigliere comunale. Alle comunali piemontesi del 1995 viene confermato consigliere comunale nelle liste del Polo delle Libertà, che comprendeva anche l'Unione di Centro (UdC), partito erede del PLI fondato dal padre Raffaele e a cui aderì. Alle medesime elezioni viene eletto consigliere provinciale di Cuneo per l'UdC.
Nel 1998 aderisce alla confluenza dell'Unione di Centro in Forza Italia di Silvio Berlusconi, nelle cui file viene rieletto consigliere provinciale di Cuneo alle elezioni amministrative del 1999.

### Elezione a consigliere regionale
Alle elezioni regionali in Piemonte del 2000 si candida nelle liste di Forza Italia, a sostegno del presidente uscente di centro-destra Enzo Ghigo, risultando eletto nel collegio di Cuneo con 13.831 preferenze in consiglio regionale del Piemonte, dimettendosi da consigliere provinciale il 19 settembre 2000.
Alle elezioni comunali in Piemonte del 2001 viene rieletto consigliere comunale di Villanova Mondovì per Forza Italia, lasciando la carica il 2 novembre 2002.
Alle elezioni amministrative del 2004 viene rieletto consigliere provinciale di Cuneo per Forza Italia nel collegio di Villanova Mondovì a sostegno del padre Raffaele Costa, che viene eletto presidente della provincia alla guida di una coalizione di centro-destra. Nello stesso anno diventa consigliere comunale di Isasca per Forza Italia.
Alle regionali piemontesi del 2005 viene rieletto consigliere per la provincia di Cuneo nelle liste di Forza Italia, sempre a sostegno di Ghigo, totalizzando 14.751 preferenze, diventando poi vicepresidente del Consiglio regionale.

### Elezione a deputato
Alle elezioni politiche del 2006 viene candidato alla Camera dei deputati, tra le liste di Forza Italia nella circoscrizione Piemonte 2 in quinta posizione, risultando eletto deputato. Nella XV legislatura della Repubblica è stato membro della 2ª Commissione Giustizia e segretario della Commissione parlamentare per la semplificazione della legislazione.

### Rielezione alla Camera

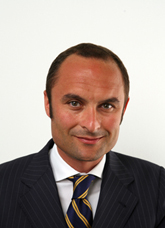
Costa eletto alla Camera dei deputati nel 2008

Alle elezioni politiche del 2008 viene ricandidato alla Camera, tra le liste del Popolo della Libertà (PdL) nella medesima circoscrizione in sesta posizione, venendo rieletto a Montecitorio. Nel corso della XVI legislatura ha fatto parte della 1ª Commissione Affari Costituzionali, della Presidenza del Consiglio e interni, in sostituzione del Presidente del Consiglio Berlusconi, della 2ª Commissione Giustizia, di cui è stato capogruppo del PdL, della Giunta per le autorizzazioni e del Comitato parlamentare per i procedimenti di accusa, oltre ad essere stato relatore per il governo nella commissione Giustizia di norme molto discusse come il Lodo Alfano, che bloccava i processi giudiziari nei confronti delle quattro più alte cariche dello Stato (poi abrogato dalla Corte Costituzionale), e il cosiddetto "Legittimo impedimento", che prevedeva la sospensione dei processi giudiziari a carico del Presidente del Consiglio e dei Ministri della Repubblica fino al mantenimento della carica elettiva.
Nel 2011, insieme a Manlio Contento, ha chiesto al neo-ministro della giustizia Francesco Nitto Palma l'invio di ispettori ministeriali alla Procura di Napoli, dove si celebrava un'indagine che vedeva il premier Berlusconi vittima di un ricatto. Ad ottobre 2011 ha presentato, nella commissione Giustizia, un emendamento molto discusso dalle opposizioni al DDL Intercettazioni noto come "Legge Bavaglio", che ne vieta la pubblicazione prima di una cosiddetta "udienza filtro".
All'interno del PdL è stato coordinatore provinciale di Cuneo, e nel gennaio 2013 viene nominato coordinatore regionale del PdL in Piemonte.
Rieletto deputato nella circoscrizione Piemonte 2 in seconda posizione alle elezioni politiche del 2013 col PdL, diviene vicepresidente della Giunta per le autorizzazioni della Camera e ancora membro della Commissione Giustizia.
Il 18 novembre 2013, con la sospensione delle attività del Popolo della Libertà, aderisce al Nuovo Centrodestra guidato da Angelino Alfano, venendo eletto capogruppo alla Camera dei Deputati e coordinatore regionale del partito in Piemonte.

### Viceministro e Ministro nei governi Renzi e Gentiloni
In seguito alla fine del governo di Enrico Letta per volere del neo-segretario del PD Matteo Renzi per diventare Presidente del Consiglio, e alla seguente nascita del suo governo, il 28 febbraio 2014 viene nominato dal Consiglio dei ministri viceministro della giustizia nel governo Renzi, affiancando il ministro dem Andrea Orlando, lasciando quindi la carica di capogruppo e venendo sostituito da Nunzia De Girolamo.
Alle elezioni regionali in Piemonte del 2014 viene candidato alla presidenza della Regione, sostenuto dalla lista Nuovo Centrodestra - Unione di Centro, arrivando quinto con il 2,99% dei voti e non entrando in consiglio.
Il 28 gennaio 2016 viene nominato ministro per gli affari regionali e le autonomie nel governo Renzi, succedendo a Maria Carmela Lanzetta (ad un anno dalle sue dimissioni). Oltre alle deleghe proprie del suo dipartimento, gli vengono affidate le competenze in materia di politiche per la famiglia. A seguito delle dimissioni di Renzi da premier, per la bocciatura della riforma Renzi-Boschi al referendum costituzionale, il 12 dicembre 2016 viene confermato ministro con le medesime deleghe anche nel successivo governo presieduto da Paolo Gentiloni, giurando il giorno stesso nelle mani del Presidente della Repubblica Sergio Mattarella.

### Dimissioni da ministro e ritorno nel centro-destra
Il 19 luglio 2017 si dimette da ministro e in una lettera al presidente del Consiglio spiega "rinuncio al ruolo e mi tengo il pensiero", riferendosi al suo dissenso riguardo alcuni provvedimenti proposti dal Consiglio dei Ministri di cui faceva parte. Lo stesso giorno decide di lasciare Alternativa Popolare, ma Berlusconi blinda le porte di Forza Italia a Costa e ad altri transfughi suggerendo loro di dare vita a una nuova formazione centrista. Il 3 agosto aderisce intanto alla componente del gruppo misto "Fare! - PRI - Liberali".
Il 19 dicembre, insieme all'ex compagno di partito Maurizio Lupi, Direzione Italia di Raffaele Fitto, Cantiere Popolare di Saverio Romano, Scelta Civica di Enrico Zanetti e Fare! di Flavio Tosi, dà vita alla lista elettorale Noi con l'Italia, che costituirà la cosiddetta "quarta gamba" della coalizione di centro-destra in vista delle imminenti elezioni politiche.
Alle elezioni politiche del 2018 viene candidato alla Camera nel collegio uninominale Piemonte 2 - 08 (Alba), sostenuto dalla coalizione di centro-destra, venendo rieletto deputato ottenendo il 48,24% dei voti (78.908) e superando i candidati del Movimento 5 Stelle Federico Costamagna (23,11%) e del centro-sinistra Francesco Balocco (22,36%).
Il 19 aprile 2018 abbandona Noi con l'Italia e aderisce alla rinata Forza Italia di Berlusconi.

### Ingresso in Azione e rielezione alla Camera
Il 4 agosto 2020 annuncia l'abbandono di Forza Italia e il passaggio ad Azione, partito di stampo liberale fondato e guidata dall'ex ministro dello sviluppo economico Carlo Calenda.
Il 29 giugno 2021 presenta, insieme a Gianni Pittella (PD), Guido Crosetto (FdI) e Roberto Giachetti (IV) la piattaforma online presuntoinnocente, di matrice fortemente garantista.
Il 20 febbraio 2022, durante il primo congresso di Azione "L'Italia sul serio" presso il palazzo dei Ricevimenti e dei Congressi a Roma, diventa vicesegretario del partito.
Alle elezioni politiche anticipate del 2022 viene ricandidato alla Camera per la lista Azione - Italia Viva, sia nel collegio uninominale Piemonte 2 - 05 (Cuneo) che come capolista nei collegi plurinominali Lombardia - 01 e Lombardia - 02, venendo rieletto nel plurinominale Lombardia - 02, mentre nell'uninominale arriva terzo con il 9,81% nella sfida dietro a Monica Ciaburro del centrodestra (53,39%) e a Luca Pione del centrosinistra (24,96%). Ad, ma risulta  nel collegio. Viene scelto come segretario - delegato d'aula del gruppo alla Camera.
Dopo aver lanciato un appello insieme a Luigi Marattin di Italia Viva per costruire un unico partito liberal democratico, nel luglio del 2024 si dimette da vicesegretario di Azione. Il 14 settembre, in disaccordo con leadership del partito su varie tematiche tra cui l'adesione al "campo largo", lascia definitivamente Azione per rientrare in Forza Italia dopo quattro anni. Pochi giorni dopo rassegna le dimissioni dalla carica di Presidente della Giunta per le Autorizzazioni della Camera dei Deputati.